# Quốc kỳ Turkmenistan
Quốc kỳ Turkmenistan (tiếng Nga: Флаг Туркмении, Turkmen: Türkmenistanyň baýdagy) là hiệu kỳ quốc gia của Turkmenistan. Quốc kỳ hiện tại của Turkmenistan được chấp nhận chính thức vào qua ngày 24 tháng 1 năm 2001.

## Mô tả
Hình chữ nhật màu lục sậm. Phía bên cán cờ có một dải sọc đỏ, trên dải sọc từ trên xuống dưới là đồ án thiết kế của 5 ngôi sao năm cánh màu trắng.

## Ý nghĩa
Trăng non lưỡi liềm và 5 ngôi sao năm cánh màu trắng tượng trưng cho tiền đồ xán lạn của nhân dân Turkmenistan, vừa biểu thị niềm tin đối với đạo Hồi. Năm ngôi sao năm cánh biểu thị chức năng của năm khí quan của con người: thị giác, thính giác, khứu giác, vị giác và xúc giác. Đồ án thảm trải nền tượng trưng cho chính trị, xã hội và quan niệm văn hóa cũng như tín ngưỡng tôn giáo truyền thống của nhân dân Turkmenistan, đồng thời biểu thị nghề dệt thảm là nghề thủ công truyền thống của quốc gia. Màu lục là màu truyền thống mà nhân dân Turkmenistan yêu thích, tượng trưng cho hạnh phúc. Quốc kỳ này được sử dụng sau khi Turkmenistan thông qua luật độc lập nước cộng hòa tháng 10 năm 1991.